# Emmerske Sogn
Emmerske Sogn (indtil 1/10 2010 Emmerske Kirkedistrikt i Tønder Sogn) var et sogn i Tønder Provsti (Ribe Stift). Sognet lå i Tønder Kommune.
den 2. december 2012 blev sognet atter lagt ind under Tønder Sogn.